# Smolinci
Smolinci – wieś w Słowenii, w gminie Cerkvenjak. W 2018 roku liczyła 168 mieszkańców.